# Przemysław Hauser (ambasador)
Przemysław Häuser- Schöneich (ur. 1963) – polski producent filmowy i telewizyjny, dyplomata. Właściciel oficyny wydawniczej TBA Group, współwłaściciel medialnej grupy reklamowej TV Promotion. Jako wydawca i producent uczestniczy w tworzeniu filmów związanych z tematyką papieską i watykańską. W latach 2007–2011 był ambasadorem Zakonu Maltańskiego na Kubie, pośredniczył w amerykańsko-kubańskiej odwilży. Od roku 2007 członek watykańskiej Fundacji św.Mateusza. Obecnie Ambasador Zakonu Maltańskiego na wyspach Antigua i Barbuda oraz specjalny wysłannik Zakonu Maltańskiego do Indonezji. Prywatnie mąż Elżbiety Häuser - Schöneich.